# باتريك ليوغويون
باتريك ليوغويون ( في ياوندي) (بالفرنسية: Patrick Leugueun)‏ لاعب كرة قدم فرنسي الجنسية كاميروني المولد يلعب حاليا لصالح نادي الدرجة الثانية فان الفرنسي منذ 2008 في خط الدفاع .
لعب ليوغويون في أندية بوردو (2001-2003) إستر (2003-2006) غينغان (2006-2008) .

## روابط خارجية
- باتريك ليوغويون على موقع قاعدة بيانات كرة القدم.إي يو (الإنجليزية)
- باتريك ليوغويون على موقع ليكيب (الفرنسية)